# Alfa Romeo 147
Alfa Romeo 147 (type 937) er en lille mellemklassebil fra den italienske bilfabrikant Alfa Romeo, som blev bygget mellem efteråret 2000 og midten af 2010.

## Generelt
147'eren er baseret på en modificeret platform fra den i 1997 introducerede store mellemklassebil Alfa Romeo 156. Karrosseriet blev designet af Andreas Zapatinas under ledelse af Walter Maria de Silva.

## Historie
Alfa Romeo 147 blev præsenteret i Torino i juni 2000, og gik i produktion i november måned samme år med 16-ventilede Twin Spark-motorer med 77 kW (105 hk), 88 kW (120 hk) og 110 kW (150 hk) samt en 1,9-liters JTD commonrail-turbodiesel med 81 kW (110 hk). Samtidig blev modellen kåret til Årets Bil i Europa 2001.
I maj 2001 fulgte femdørsudgaven, og samtidig fik dieselmotoren en turbolader med variabel turbinegeometri hvilket øgede effekten til 85 kW (115 hk). Ligesom på den større Alfa 156 er de bageste dørhåndtag indfældet bag sideruderne.
I slutningen af 2002 blev modelprogrammet udvidet med en Multijet-dieselmotor med 16 ventiler og 103 kW (140 hk). I midten af 2003 fulgte en version med 8 ventiler og 74 kW (100 hk).
I februar 2003 introducerede Alfa Romeo med den på Paris Motor Show 2002 præsenterede 147 GTA topmodellen i 147-serien. Til indsats kom en V6-motor på 3,2 liter med 184 kW (250 hk), som også gjorde tjeneste i Alfa Romeo 156 GTA og GT 3,2. Karrosseriet på 147 GTA adskiller sig fra de andre versioner gennem andre kofangere for og bag og tagspoiler. GTA-modellen er forbeholdt den første serie af 147, i den anden serie var topmodellen til sidst 1,9 JTD 16V Multijet-dieselmotoren med 125 kW (170 hk).
I marts 2004 tilkom modellen TI (Turismo Internationale) med nyt sportsudstyr.
- Alfa Romeo 147 femdørs (2001–2004)
- Instrumentbræt
- Alfa Romeo 147 GTA (2003–2005)

### Facelift
På Paris Motor Show 2004 havde den faceliftede model af Alfa Romeo 147 premiere. Blandt andet fronten, baglygterne og instrumentbrættet blev ændret. Derudover blev enkelte udstyrsdetaljer ændret og der kom en ny dieselmotor, 1,9 JTD 16V Multijet med 110 kW (150 hk).
I oktober 2005 kom specialmodellen Limited TI med 1,6-liters benzinmotor med 88 kW (120 hk), som kun blev bygget i 200 eksemplarer. Modellen var udstyret med lydsystem fra Bose Corporation med forstærker og subwoofer og autoradio med cd- og mp3-afspiller fra Blaupunkt. Såvel kabinen som den udvendige farve er sort. Derudover omfatter standardudstyret læderrat og -gearknop, aluminiumskantlister med påskrift, 17" alufælge med 215/45-dæk, sportsundervogn, tagkantspoiler og tågeforlygter.
Et yderligere facelift fandt sted i efteråret 2006 (forkromet kølergrill, nye forlygter, nyt frontparti, udvidet standardudstyr, standardmæssigt partikelfilter på alle dieselmotorer). Derudover kom den sportslige model Q2, med spærredifferentiale på forakslen og sportsudstyr (17" fælge, diverse modifikationer på karrosseriet og interiøret, sænket undervogn), som i første omgang kun fandtes i kombination med dieselmotoren med 110 kW (150 hk).
- Alfa Romeo 147 tredørs
(2004–2006)
- Bagfra
- Alfa Romeo 147 femdørs
(2006–2010)

I efteråret 2008 udgik tredørsmodellen af programmet, da denne rolle blev overtaget af den mindre Alfa Romeo MiTo.
I maj 2010 blev også produktionen af femdørsmodellen indstillet, da efterfølgeren Alfa Romeo Giulietta kom på markedet i midten af juni 2010.

## Udstyrsvarianter
Alfa Romeo 147 fandtes i udstyrsvarianterne Impression (basisudstyr), Progression (komfortudstyr) og Distinctive (luksusudstyr). Alle motorer kunne dog ikke kombineres med alle udstyrsvarianter. 2,0 Twin Spark og 3,2 GTA kunne som ekstraudstyr leveres med den semiautomatiske Selespeed-gearkasse.

## Tekniske data
| Model                  | Cylindre | Slagvolume cm³ | Maks. effekt kW (hk) / omdr. | Maks. drejningsmoment Nm / omdr. | 0-100 km/t sek. | Topfart km/t | Byggeår           |
| ---------------------- | -------- | -------------- | ---------------------------- | -------------------------------- | --------------- | ------------ | ----------------- |
| Benzinmotorer          |          |                |                              |                                  |                 |              |                   |
| 1.6 Twin Spark ECO 16V | 4        | 1598           | 77 (105) / 5600              | 140 / 4200                       | 11,3            | 185          | 11/2000 − 5/2010  |
| 1.6 Twin Spark 16V     | 4        | 1598           | 88 (120) / 6200              | 146 / 4200                       | 10,6            | 195          | 11/2000 − 5/2010  |
| 2.0 Twin Spark 16V     | 4        | 1970           | 110 (150) / 6300             | 181 / 3800                       | 9,3             | 208          | 11/2000 − 5/2010  |
| 3.2 GTA V6 24V         | 6        | 3179           | 184 (250) / 6200             | 300 / 4800                       | 6,3             | 246          | 2/2003 − 9/2006   |
| Dieselmotorer          |          |                |                              |                                  |                 |              |                   |
| 1.9 JTD 8V             | 4        | 1910           | 74 (100) / 4000              | 200 / 1750                       | 12,1            | 183          | 6/2003 − 6/2005   |
| 1.9 JTD 8V             | 4        | 1910           | 81 (110) / 4000              | 275 / 2000                       | 10,5            | 185          | 1/2001 − 10/2001  |
| 1.9 JTD 8V             | 4        | 1910           | 85 (115) / 4000              | 275 / 2000                       | 9,9             | 191          | 4/2001 − 10/2004  |
| 1.9 JTD 8V Multijet    | 4        | 1910           | 88 (120) / 4000              | 280 / 2000                       | 9,6             | 193          | 7/2005 − 5/2010   |
| 1.9 JTD 16V            | 4        | 1910           | 103 (140) / 4000             | 305 / 2000                       | 9,1             | 206          | 12/2002 − 11/2004 |
| 1.9 JTD 16V Multijet   | 4        | 1910           | 110 (150) / 4000             | 305 / 2000                       | 8,8             | 208          | 1/2005 − 10/2008  |
| 1.9 JTD 16V Multijet   | 4        | 1910           | 125 (170) / 3750             | 330 / 2000                       | 8,1             | 215          | 8/2007 − 5/2010   |

## Priser
Alfa Romeo 147 har vundet flere priser, bl.a.:
- Det gyldne rat i 2000
- Trophées du design i 2000
- Årets Bil i Europa i 2001
- Auto Europa 1 i 2001
- Fire gange designprisen Autonis, heraf tre gange i træk (2001, 2003, 2004 og 2005)

Mellem 2000 og 2002 har Alfa Romeo 147 derudover vundet talrige priser i Japan, Argentina og Brasilien. I Brasilien blev Alfa Romeo 147 Selespeed f.eks. udnævnt til Imported Car Of The Year in Brazil (årets importbil i Brasilien) i 2002.

## Motorsport
Begyndende med sæsonen 2002 blev Alfa Romeo 147 indsat i mærkepokalracerløb. Alle biler i denne serie Alfa Romeo 147 Cup havde den 4-cylindrede dieselmotor 1,9 JTD, som i racerudgaven ydede 118 kW (160 hk). Motor og gearkasse var plomberet.